# Gheorghe Ciuhandu (academician)
Gheorghe Ciuhandu (n. 23 aprilie 1875, Roșia, România – d. 29 aprilie 1947, Vața de Jos, Hunedoara, România) a fost un preot și publicist român, deputat în Marea Adunare Națională de la Alba Iulia, organismul legislativ reprezentativ al „tuturor românilor din Transilvania, Banat și Țara Ungurească”, cel care a adoptat hotărârea privind Unirea Transilvaniei cu România, la 1 decembrie 1918.:p. 77

## Biografie
Gheorghe Ciuhandu a urmat cursurile învățământului secundar la Beiuș, după care a studiat teologia la Institutul Teologic-Pedagogic din Arad (1893-1896). Profesează ca învățător confesional în Căbești (1897-1899), apoi devine funcționar la Consistoriul din Arad (1900).
Continuă studiile la Facultatea de Teologie din Cernăuți (1900-1902) perioadă în care devine prefect de studii și profesor suplinitor la Institutul Teologic-Pedagogic din Arad. Ultimele studii la facultate (1903-1905) sunt finalizate, iar în 1905 obține titlul de doctor. 
Devine consilier la secția școloară a Consistoriului din Arad (1905-1938), diacon (1908), preot și protopop (1910), iconom stavrofor (1936).
A fost profesor de istoria bisericii la Arad și referent școlar la Episcopia Aradului. Este autorul a peste 60 de cărți, a numeroase studii și articole. După 1918 a fost consilier cultural la Episcopia Aradului și președinte al asociației "Andrei Șaguna", iar ulterior senator. Din 1946 a devenit membru de onoare al Academiei Române.:p. 16

## Activitatea politică

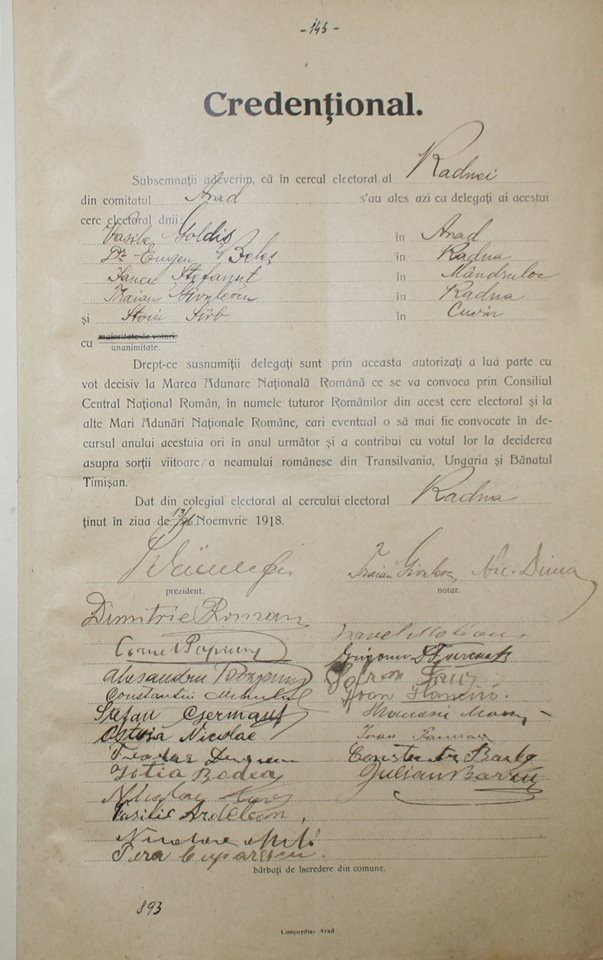
Credențional

Ca deputat în Adunarea Națională din 1 decembrie 1918 a reprezentat, ca delegat de drept, Consistoriul Ortodox din Arad.:p. 77:p. 16